# 入江嘉則
入江 嘉則（いりえ よしのり、1961年〈昭和36年〉 - ）は、日本の地方政治家。第4代・5代広島県神石郡神石高原町町長（3期目）。2024年11月24日、自民党・公明党推薦で出馬した町長選挙の投開票が行われ、3選を果たした。2024年11月25日現在、63歳。

## 経歴
広島県立油木高等学校、中京大学文学部卒業。1984年、三和町役場に入庁する。
その後、神石高原町合併後、まちづくり推進課長、総務課長を歴任し、2016年3月に退職。
2016年11月15日告示日の神石高原町町長選挙で、対抗馬が現れず、無投票当選が決まった。
同年12月5日、第四代神石高原町長に就任した。
2020年11月22日、町長選で一騎打ちした横尾正文（元・町議）に1,828差で再選した。無投票が続いていたが、16年ぶりの町長選挙となった。
2022年10月20日、新型コロナウイルスに感染した。27日までの療養期間はリモートワークで対応し、町の業務は全て通常通りに行った。
2024年3月14日、3期目を目指して町長選立候補表明した。